# Порівняння Росії та України за міжнародними рейтингами
Порівняння Росії та України за міжнародними рейтингами. 
Зеленим трикутничком позначені показники, порівняння за якими вказує на користь України, червоним — на користь Росії. Число після трикутників вказує різницю у позиціях країн в міжнародному рейтингу. Показники відсортовано за цією різницею.

## Соціальні та політичні показники
| Показник                                               | Порівняння позиції | Україна (показник) | Україна (місце) | Росія (показник) | Росія (місце) | Рік та джерело |
| ------------------------------------------------------ | ------------------ | ------------------ | --------------- | ---------------- | ------------- | -------------- |
| Міжнародний індекс миру                                | ▲ 2                | 3,113              | 152             | 3,160            | 154           | 2018           |
| Індекс демократії                                      | ▲ 60               | 5,69               | 84              | 2,94             | 144           | 2018           |
| Індекс державної неспроможності (Fragile States Index) | ▲ 17               | 71,0               | 91              | 74,7             | 73            | 2019           |
| Ув'язнене населення                                    | ▲ 22               | 338                | 25              | 568              | 3             | 2011           |
| Гладке населення                                       | ▲ 22               | 44,8               | 113             | 49,1             | 91            | 2007           |
| Індекс сприйняття корупції                             | ▲ 18               | 32                 | 120             | 28               | 138           | 2018           |
| Очікувана тривалість життя народжених 2015 р.          | ▲ 6                | 71,3               | 104             | 70.5             | 110           | 2015           |
| Індекс освіти                                          | ▲ 6                |                    | 40              |                  | 34            | 2015           |
| Індекс гендерної рівності                              | ▲ 10               | 0,708              | 65              | 0,701            | 75            | 2018           |
| Індекс свободи преси                                   | ▲ 47               | 32,46              | 102             | 50,31            | 149           | 2019           |
| Індекс задоволеності життям                            | ▼ 7                | 120,00             | 174             | 143,33           | 167           | 2006           |
| Поширеність марихуани                                  | ▲ 7                | 3,6                | 67              | 3,9              | 60            | 2003           |
| Кількість самогубств                                   | ▲ 2                | 22,6               | 8               | 23,5             | 6             | 2008           |

## Економічні показники
| Показник                                     | Порівняння позиції | Україна (показник) | Україна (місце) | Росія (показник) | Росія (місце) | Рік та джерело |
| -------------------------------------------- | ------------------ | ------------------ | --------------- | ---------------- | ------------- | -------------- |
| ВВП на душу населення, USD                   | ▼ 68               | 2963               | 128             | 11327            | 60            | 2018           |
| ВВП (ПКС) на душу населення, міжн. $         | ▲ 62               | 9283               | 111             | 29267            | 49            | 2018           |
| Інфляція (споживчі ціни), %                  | ▲ 21               | 9,4/50             | 24              | 6,9/15,8         | 45            | 2010/2015      |
| Середня заробітна платня (брутто, Європа), € | ▼ 8                | 381                | 44              | 569              | 36            | 2019           |
| Безробіття, %                                | ▲ 8                | 8,1/10,5           | 46              | 7,5/5,1          | 54            | 2010/2014      |
|                                              |                    |                    |                 |                  |               |                |